# کاردپوزه
کاردپوزه (نام علمی: Oplegnathidae) نام یک تیره از راسته سوف‌ماهی‌سانان است.